# Julia Stierli
Julia Stierli (Muri, 3 aprile 1997) è una calciatrice svizzera, difensore del Friburgo e della nazionale svizzera.

## Carriera

### Club
Stierli ha iniziato la sua carriera all'età di otto anni con il Muri. Ha giocato per l'Aarau dal 2012 al 2014 e poi si è trasferita allo Zurigo, squadra con la quale ha vinto il double campionato-coppa per cinque volte volte.
Grazie ai risultati conseguiti, con la maglia dello Zurigo ha disputato nove edizioni consecutive di UEFA Women's Champions League, collezionando (al 23 agosto 2022) 29 presenze e segnando 5 reti. Condivide con le compagne come miglior risultato ottenuto nel torneo UEFA tre ottavi di finale, nelle stagioni 2014-2015, dove dopo aver segnato la rete della vittoria per 2-1 con il Glasgow City deve concedere il passaggio del turno alle scozzesi vittoriose al ritorno per 4-2, 2016-2017, eliminate dalle campionesse in carica dell'Olympique Lione, e 2018-2019, eliminate dalle tedesche del Bayern Monaco.
Nella stagione 2021-2022 lei e lo Zurigo sono stati eliminati da una sconfitta casalinga per 2-1 contro il Milan nelle semifinali di qualificazione, perdendo così la fase a gironi, che si disputava per la prima volta. Ha segnato il gol nella partita per il 3º posto, ininfluente per l'avanzamento, persa per 3-1 contro il Valur.
Nel 2024, dopo undici stagioni consecutive allo Zurigo, si è trasferita al Friburgo, militante nella Frauen-Bundesliga, la massima serie del campionato tedesco.

## Palmarès

### Club
- Campionato svizzero: 5

Zurigo: 2014-2015, 2015-2016, 2017-2018, 2018-2019, 2021-2022
- Coppa Svizzera: 5

Zurigo: 2014-2015, 2015-2016, 2017-2018, 2018-2019, 2021-2022